# Eileen Jensen Krige
Eileen Jensen Krige (geb. 1905 in Pretoria; gest. 1995) war eine südafrikanische Sozialanthropologin und Hochschullehrerin, die für ihre Arbeit zu  den Kulturen der Zulu und der Lobedu (Lovedu) bekannt ist.

## Leben und Werk
Zusammen mit Hilda Kuper und Monica Wilson produzierte sie wertvolle Werke über die Nguni im südlichen Afrika. Neben ihrer Forschung gilt sie als eine der „Pionierinnen“ der University of Natal in Durban, Südafrika, wo sie von 1948 bis 1970 unterrichtete, bevor sie in den Ruhestand ging. Sie hat viele Frauen inspiriert und ihnen geholfen, ihr Leben der Forschung zu widmen.
Krige ist auch mit einer Gruppe südafrikanischer Anthropologen verbunden, die die Apartheid in Südafrika nachdrücklich verurteilen. Zu dieser Gruppe gehörten auch Isaac Schapera, Winifred Hoernlé, Hilda Kuper, Monica Wilson, Audrey Richards und Max Gluckman.
Krige heiratete 1928. Ihr Ehemann Jack Daniel Krige ist der Neffe von J.C. Smuts. Dieser arbeitete als Anwalt am Obersten Gerichtshof von Transvaal und interessierte sich ebenfalls für Anthropologie und begleiteten sie anschließend auf den meisten ihrer Feldforschungsreisen. Dies kann auf die Tatsache zurückzuführen sein, dass er zuvor die Position eines Dozenten für Bantu-Studien an der Rhodes University in Grahamstown innehatte. 
Gemeinsam ist es ihnen sehr gelungen, das Interesse afrikanischer Studenten an der Anthropologie zu fördern. Dazu gehörten Absolom Vilikazi (1917–1993), dessen Thesis mit dem Titel Zulu Transformations später veröffentlicht wurde, und Harriet Ngubane, bekannt für ihr Buch Body and Mind in Zulu Medicine.

## Publikationen
- 1931 Agricultural Ceremonies and Practices of the Balobedu. Johannesburg: University of the Witwatersrand.
- 1936 The Social System of the Zulu. London: Longmans Green and Company.
- 1943 The Realm of a Rain-Queen: A Study of the Patterns of Lovedu Society. (Written with Jack Krige) London: Oxford University Press.
- 1954 The Lovedu of Transvaal (zusammen mit J. D. Krige, erschienen in der von Daryll Forde herausgegebenen Sammlung African Worlds: Studies in the Cosmological Ideas and Social Values of African peoples - Inhaltsübersicht)
- 1965 Report on an Ecological Study of the Thembe-Thonga of Natal and Mozambique (authored by W.S Felgate, Social Anthropology Honours Student of Krige) Durban: Institute for Social Research, University of Natal.
- 1962 The Social System of the Zulu. Pietermaritzburg: Shuter and Shooter Publishers.
- 1963 Culture Contact in Africa South of the Sahara. Johannesburg: South African Institution of Race Relations.
- 1975 Tradition and Christian Lovedu Family Structures.
- 1978 Social System and Tradition in Southern Africa: Essays in honour of Eileen Krige. (Written in collaboration with  William John Argyle and Eleanor Preston-Whyte) London: Oxford University Press.
- 1980a Medicine, Magic and Religion of the Lovedu. Johannesburg: University of the Witwatersrand.
- 1980b African Techniques of Domination and State Formation: Their Relevance Today. Johannesburg: Witwatersrand University Press for the Institute for the Study of the Man of Africa.
- 1981 Essays on African Marriage in Southern Africa. Written with John L. Comaroff. Cape Town: Juta Publishers.
- 1985 Aspects of Change in the Social and Political Organization of the Lovedu, with special Reference to Re-Settlement and Family Structure.